# Slobozia Conachi
Slobozia Conachi est une commune du județ de Galați en Roumanie.